# ماده تاریک
مادهٔ تاریک (به انگلیسی: Dark Matter) گونه‌ای از ماده است که فرضیهٔ وجود آن در اخترشناسی و کیهان‌شناسی ارائه شده‌است تا پدیده‌هایی را توضیح دهد که به نظر می‌رسد ناشی از وجود میزان خاصی از جرم باشند که از جرم موجود مشاهده‌شده در جهان بیشتر است. مادهٔ تاریک به‌طور مستقیم با استفاده از تلسکوپ قابل مشاهده نیست، مادهٔ تاریک «تاریک» نامیده می‌شود چون ظاهراً هیچ کنشی با میدان الکترو مغناطیسی ندارد به این معنی که تشعشعات الکترو مغناطیسی (مانند نور) از خود منتشر نمی‌کند، بازتاب نمی‌دهد و جذب نمی‌کند بنابراین قابل دیدن نیست. به بیان دیگر مادهٔ تاریک به سادگی ماده‌ای است که واکنشی نسبت به نور نشان نمی‌دهد.
در عوض، وجود و ویژگی‌های مادهٔ تاریک را می‌توان به‌طور غیرمستقیم و از طریق تأثیرات گرانش بر روی مادهٔ مرئی، تابش و ساختار بزرگ مقیاس جهان نتیجه گرفت. طبق داده‌های تیم مأموریت پلانک در سال ۲۰۱۳ و بر پایهٔ مدل استاندارد کیهان‌شناسی، کل جرم-انرژی موجود در جهان شناخته‌شده شامل ۴٫۹٪ مادهٔ معمولی، ۲۶٫۸٪ مادهٔ تاریک و ۶۸٫۳٪ انرژی تاریک تشکیل شده‌است.
یعنی مادهٔ تاریک ۲۶٫۸٪ کل مادهٔ موجود در گیتی را تشکیل می‌دهد و انرژی تاریک و مادهٔ تاریک روی هم رفته ۹۵٫۱٪ از کل محتویات جهان را تشکیل می‌دهند.
اختر-فیزیک‌دانان فرضیهٔ مادهٔ تاریک را مطرح نمودند تا اختلاف میان جرم محاسبه‌شده برای اجرام غول‌پیکر آسمانی توسط دو روش استفاده از تأثیرات گرانشی آن‌ها یا استفاده از مواد درخشان درون آن‌ها (ستارگان، گاز، غبار) را توضیح دهند. این فرضیه نخستین بار توسط یان اورت در سال ۱۹۳۲ برای توضیح سرعت‌های مداری ستارگان در کهکشان راه شیری و توسط فریتس زوئیکی در سال ۱۹۳۳ برای توضیح شواهد مربوط به «جرم گمشده» در سرعت‌های مداری کهکشانها در خوشه‌های کهکشانی، مطرح گردید. در پی آن بسیاری از مشاهدات دیگر نیز مطرح گشت که دلالت بر وجود مادهٔ تاریک در جهان داشتند. از جمله این مشاهدات می‌توان به مشاهدهٔ سرعت‌های چرخشی کهکشان‌ها توسط ورا روبین
در دهه‌های ۱۹۶۰–۱۹۷۰، همگرائی گرانشی اجسام پس‌زمینه توسط خوشه‌های کهکشانی همچون خوشه گلوله، الگوهای ناهمسان‌گردی دما در تابش زمینه کیهانی اشاره نمود. کیهان‌شناسان توافق نظر دارند که مادهٔ تاریک عمدتاً از نوعی ذره زیراتمی ناشناخته تشکیل شده‌است.
جست‌وجو برای یافتن این ذره با استفاده از وسایل گوناگون یکی از تلاش‌های اصلی فیزیک ذرات بنیادی است.
اگرچه وجود مادهٔ تاریک به‌طور عمومی توسط جامعهٔ علمی مورد پذیرش قرار گرفته‌است، اما نظریه‌های جایگزینی نیز برای گرانش ارائه شده‌اند؛ مثلاً می‌توان به دینامیک نیوتونی اصلاح‌شده (مخفف انگلیسی: MOND) یا گرانش تانسور-بردار-نرده‌ای (مخفف انگلیسی: TeVeS) اشاره نمود که سعی در توضیح این مشاهدات غیرمعمولی بدون نیاز به معرفی جرم اضافی را دارند.

## مرور کلی

توزیع تخمینی ماده و انرژی در جهان، امروزه (بالا) و زمانی که تابش زمینه کیهانی منتشر شد (پایین)

وجود مادهٔ تاریک از آثار گرانشی آن بر روی ماده مرئی و همگرایی گرانشی تابش پس‌زمینه نتیجه‌گیری می‌شود و فرضیه آن نخستین بار به این منظور مطرح شد که اختلاف میان محاسبات جرم کهکشان‌ها و کل جهان از دو روش استفاده از دینامیک و نسبیت عام یا از طریق جرم مواد روشنی (ستاره‌ها و گاز و غبار میان‌ستاره‌ای و ماده میان‌کهکشانی) که این اجرام دربردارند را توضیح دهد.
پذیرفته‌شده‌ترین توضیح برای این پدیده این است که مادهٔ تاریک وجود دارد و به احتمال زیاد
از ذرات سنگین با برهم‌کنش ضعیفی تشکیل شده‌اند که تنها از طریق گرانش و نیروی هسته‌ای ضعیف برهمکنش دارند. توضیحات جایگزین دیگری نیز پیشنهاد شده‌اند که هنوز شواهد تجربی کافی برای اطمینان یافتن از اینکه کدام نظریه درست است، در دست نیست. آزمایش‌های بسیاری در راه هستند برای اینکه بتوانند ذرات مادهٔ تاریک را توسط روش‌های غیر گرانشی آشکارسازی کنند.
بنا بر مشاهدات ساختارهای بزرگ‌تر از سامانه‌های ستاره‌ای و همچنین مدل ریاضی کیهان‌شناسی مه‌بانگ با معادلات فریدمان و متریک فریدمان-لومتر-رابرتسون-واکر، مادهٔ تاریک ۲۶٫۸٪ کل محتوای جرم-انرژی جهان قابل مشاهده را تشکیل می‌دهد. در مقایسه، ماده معمولی (باریونی) تنها ۴٫۹٪ از این محتوای جرم-انرژی را تشکیل می‌دهد و باقی آن نیز از انرژی تاریک تشکیل شده‌است. از این ارقام چنین نتیجه می‌شود که در کل ماده ۳۱٫۷٪ از کل محتوای جرم-انرژی در جهان را تشکیل داده‌است و ۸۴٫۵٪ از این محتوا، انرژی تاریک است.
مادهٔ تاریک نقشی محوری در مدل‌سازی به‌روز تشکیل ساختارهای کیهانی و شکل‌گیری و تکامل کهکشان‌ها بازی می‌کند و تأثیرات قابل اندازه‌گیری نیز بر روی ناهمسانگردی‌های مشاهده‌شده در تابش زمینه کیهانی دارد. همه این ردیف شواهد حاکی از آنند که جهان به عنوان یک کل حاوی میزان ماده‌ای بسیار فراتر از مقداری از ماده است که با امواج الکترومغناطیسی برهمکنش ندارد.

## مادهٔ تاریک باریونی و غیرباریونی
سه ردیف مستقل از شواهد گواهی می‌دهند که بیشتر مادهٔ تاریک از باریون (ماده معمولی شامل پروتونها و نوترونها) تشکیل نشده‌است:
- نظریه هسته‌زایی مه‌بانگ که با دقت بالا فراوانی عنصرهای شیمیایی مشاهده‌شده را پیش‌بینی می‌کند،[۱۳] نتیجه می‌گیرد که ماده باریونی تنها ۴–۵ درصد از چگالی بحرانی جهان را تشکیل می‌دهد. از سوی دیگر، شواهدی از ساختار بزرگ-مقیاس و دیگر مشاهدات دلالت بر آن دارند که کل چگالی ماده باید بیشتر از این باشد.
- جستجوهای نجومی بزرگ برای ریزهمگرایی گرانشی، از جمله پروژه‌های MACHO, EROS و OGLE نشان داده‌اند که تنها کسر کوچکی از مادهٔ تاریک در کهکشان راه شیری ممکن است در اجسام فشرده تاریک (مانند سیاهچاله‌ها و ستاره‌های نوترونی) نهفته باشند
- تحلیل دقیق بی‌قاعدگی‌های (ناهمسانگردی‌ها) مشاهده‌شده در تابش زمینه کیهانی توسط دبلیومپ و ماهواره پلانک نشان می‌دهد که در حدود پنج-ششم از کل ماده جهان در شکلی است که برهمکنش قابل توجهی با ماده معمولی و فوتون‌ها ندارد.

بخش کوچکی از مادهٔ تاریک ممکن است مادهٔ تاریک باریونی باشد: اجسام نجومی مانند اجسام هاله‌ای پرجرم فشرده (به انگلیسی: Massive Astronomical Compact Halo Objects) و (اختصاری MACHO)؛ که از ماده معمولی تشکیل شده‌اند اما تابش الکترومغناطیسی آن‌ها هیچ یا ناچیز است. با مطالعه هسته‌زایی در مه‌بانگ می‌توان حد بالایی برای میزان ماده باریونی موجود درجهان تعیین نمود
که نتیجه می‌دهد، بیشتر مادهٔ تاریک موجود در جهان نمی‌تواند از باریون تشکیل شده باشد و در نتیجه تشکیل اتم نمی‌دهد. همچنین نمی‌تواند از طریق نیروهای الکترومغناطیسی با ماده معمولی برهمکنشی داشته باشد. ذرات مادهٔ تاریک هیچ بار الکتریکی ندارند.
دو فرضیه در مورد ذرات مادهٔ تاریک غیر باریونی عبارتند از ذرات فرضی مانند آکسیون‌ها یا ذرات ابرتقارنی. نوترینوها به دلیل محدودیت‌های ناشی از ساختار بزرگ مقیاس و کهکشان
های با انتقال به سرخ بالا، تنها می‌توانند بخش کوچکی از مادهٔ تاریک را تشکیل دهند. بر خلاف مادهٔ تاریک باریونی، مادهٔ تاریک غیرباریونی نقشی در شکل‌گیری عناصر شیمیایی در جهان اولیه(هسته‌زایی مه‌بانگ) نداشته‌است
و به همین دلیل وجود آن تنها از طریق جاذبه گرانشی‌اش استنباط می‌گردد. علاوه بر این، اگر ذرات تشکیل دهنده‌اش ابرتقارنی باشند، این امکان وجود دارد که یکدیگر را نابود کنند و این نابودسازی احتمالاً به بروز عوارض قابل مشاهده‌ای همچون پرتو گاما و نوترینوها می‌انجامد(«آشکارسازی غیرمستقیم»).
مادهٔ تاریک غیرباریونی بر پایه جرم ذرات فرضی تشکیل دهنده‌اش یا پراکندگی سرعت این ذرات طبقه‌بندی می‌شوند. سه فرضیه برجسته در مورد مادهٔ تاریک غیر باریونی به نام‌های مادهٔ تاریک سرد (CDM)، مادهٔ تاریک گرم (WDM) و مادهٔ تاریک داغ(HDM) وجود دارند. برخی از حالات ترکیبی از حالت‌های فوق نیز امکان‌پذیر هستند. مدل مادهٔ تاریک غیرباریونی که بیش از همه مورد بحث و بررسی گسترده قرار گرفته، بر پایه فرضیه مادهٔ تاریک سرد بنا شده‌است و بنا بر پندار عمومی ذره متناظر با آن یک ذره سنگین با برهم‌کنش ضعیف (WIMP) است. مادهٔ تاریک داغ ممکن است شامل نوترینوهای سنگین باشد اما مشاهدات دلالت بر ان دارند که تنها کسر کوچکی از مادهٔ تاریک ممکن است داغ باشد. مادهٔ تاریک سرد منجر به شکل‌گیری «پایین به بالا» ی ساختار در جهان می‌شود، در حالیکه مادهٔ تاریک داغ منجر به تشکیل ساختار «بالا به پایین» می‌شود. از اواخر دهه ۱۹۹۰ مادهٔ تاریک داغ توسط مشاهدات انتقال به سرخ بالای کهکشان‌ها مانند میدان فراژرف هابل، مردود شده‌است.

## شواهد تجربی
نخستین فردی که اقدام به تفسیر مشاهدات تجربی و نتیجه‌گیری در مورد وجود مادهٔ تاریک پرداخت، اخترشناسی هلندی به نام یان اورت بود که از پیشگامان اخترشناسی رادیویی بود و فرضیه‌اش را در سال ۱۹۳۲ مطرح نمود.
اورت مشغول مطالعه حرکات ستارگان در منطقه کهکشانی محلی بود که دریافت که جرم در صفحه کهکشانی می‌بایست بیشتر از آنچه قابل دیدن است، باشد. اما سپس مشخص گشت که این اندازه‌گیری اشتباه بوده‌است.
در سال ۱۹۳۳، فریتز زوئیکی، اخترفیزیکدان سوییسی که ضمن کار در مؤسسه فناوری کالیفرنیا، گروه‌ها و خوشه‌های کهکشانی را مطالعه می‌نمود، نتیجه‌گیری مشابهی نمود.
زوئیکی قضیه ویریال را در مورد خوشه کهکشانی گیسو (Coma) به کار برد و شواهدی مبنی بر جرم گمشده به‌دست‌آورد. زوئیکی جرم کل خوشه را بر اساس نحوه حرکت کهکشان‌ها در نزدیکی لبه‌های آن تخمین زد و این تخمین را با تخمین دیگری بر پایه تعداد کهکشانها و درخشش خوشه مقایسه نمود. او متوجه شد که جرمی در حدود ۴۰۰ برابر بیشتر از آنچه دیده‌می‌شود وجود دارد. گرانش کهکشان‌های قابل رویت در این خوشه بسیار کوچکتر از آن است که چنین مدارهای پرسرعتی به‌وجود آیند، بنابراین نیاز به چیزی اضافه بود. این مسئله به عنوان مسئله جرم گمشده شناخته می‌شود. بر پایه این نتایج زوئیکی چنین استنباط نمود که می‌بایست شکلی نامرئی از ماده وجود داشته‌باشد که که جرم و گرانش کافی برای بهم پیوسته نگه‌داشتن خوشه را فراهم کند.
بیشتر شواهد مربوط به مادهٔ تاریک از مطالعه حرکت کهکشان‌ها حاصل شده‌است. بسیاری از این حرکت‌ها به نظر می‌آید که نسبتاً یکنواخت هستند، بنابراین طبق قضیه ویریال، انرژی جنبشی کل باید نصف انرژی پیوند گرانشی کهکشان‌ها باشد. هرچندکه از نظر تجربی انرژی جنبشی مشاهده‌شده بسیار بیشتر است: به بیان دقیقتر، اگر فرض کنیم که جرم گرانشی موجود تنها ناشی از ماده مرئی موجود در کهکشان‌هاست، ستارگانی که از مرکز کهکشان دور هستند سرعت‌هایی به مراتب بالاتر از آنچه قضیه ویریال پیش‌بینی می‌کند، دارند. نمودارهای منحنی چرخش کهکشانی که سرعت چرخش بر اساس فاصله را نمایش می‌دهند، با استفاده از ماده قابل رویت به تنهایی قابل توضیح نیستند. این پندار که ماده قابل رویت تنها بخش کوچکی از خوشه را تشکیل بدهد، سرراست‌ترین راه توضیح این مسئله است. نشانه‌ها بیانگر آن است که کهکشانها عمدتاً از یک هاله تقریباً کروی از مادهٔ تاریک با تمرکز بیشتر در مرکز آن تشکیل شده‌اند و ماده قابل رویت مانند یک دیسک در مرکز آن قرار دارد. کهکشان‌های کوتوله با درخشش سطحی کم، منابع اطلاعاتی مهمی برای مطالعه مادهٔ تاریک به‌شمار می‌روند، زیرا در این کهکشان‌ها نسبت ماده مرئی به مادهٔ تاریک به‌طور غیرمعمولی پایین است و ستارگان پرنور کمی در مرکز آن‌ها قراردارند که اگر چنین نبود مشاهدات منحنی چرخش ستارگان بیرونی با مشکل مواجه می‌شد.
مشاهدات همگرایی گرانشی خوشه‌های کهکشانی امکان تخمین مستقیم جرم بر پایه تأثیر آن بر نور کهکشان‌های پس زمینه، فراهم می‌کند. توده‌های عظیم ماده (تاریک یا معمولی) از طریق گرانش موجب خمش نور می‌شوند. در خوشه‌هایی مانند آبل ۱۶۸۹، مشاهدات همگرایی تأیید می‌کنند که میزان ماده موجود به میزان قابل توجهی بیشتر از آن مقداری است که از نور این کهکشان‌ها استنباط می‌شود. در خوشه گلوله، مشاهدات همگرایی بیانگر آنند که بیشتر جرمی که موجب همگرایی می‌شود از جرم باریونی منتشرکننده پرتو ایکس، مجزا می‌باشد. در ژوئیه ۲۰۱۲ از مشاهدات همگرایی در کشف یک رشته مادهٔ تاریک بین دوخوشه کهکشانی استفاده شد که توسط شبیه‌سازی‌های کیهانی پیش‌بینی شده‌بود.